# 8
 Тази статия е за осмата година от новата ера.  За числото осем вижте 8 (число).  За други значения вижте 8 (пояснение).
8 (осма) година е високосна година, започваща в неделя по юлианския календар.

## Събития
- Марк Фурий Камил и Секст Ноний Квинтилиан са консули на Римската империя.
- Суфектконсули стават Луций Апроний и Авъл Вибий Хабит.
- Римската империя сключва мирен договор с германските маркомани под Марбод. Така те стават клиентелско царство.
- Юлия Младша, внучката на импретор Август е изгонена заради аферата ѝ със сенатор Децим Юний Силан на остров Тремити. Годежът между нейната дъщеря Емилия Лепида и Т. Клавдий Нерон Германик („Клавдий“) се разваля. Клавдий се сгодява с Ливия Медулина, дъщеря на консула М. Фурий Камил. Тя умира обаче преди сватбата.
- 3 август: Тиберий Цезар Август побеждава въстаналите далматимци в провинция Илирикум.
- Есента: П. Овидий Назон, известен като Овидий, е изгонен лично от импретор Август и без решение на Сената в Томис (Tomoi), провинция Мизия (днес Кюстенджа). Там започва да пише поетически писма (Tristia).

## Родени
- Тит Флавий Сабин, римски политик († 69)

## Починали
- Марк Валерий Месала Корвин, римски военачалник и писател (* 64 пр.н.е.)
- 7/8: Динамия, царица на Боспорското царство (* 63 пр.н.е.)
- ок. 8: Дионисий Халикарнаски, римски ретор, писател и истортик (* 54 пр.н.е.)